# Anil Kapoor
Anil Kapoor, född 24 december 1956 i Mumbai, är en indisk Bollywood-skådespelare. Han är fader till skådespelerskan Sonam Kapoor. Anil Kapoor har medverkat i filmerna Slumdog Millionaire och Mission: Impossible - Ghost Protocol.